# Lockheed Martin F-35 Lightning II
F-35 Lightning II (Tia chớp) (viết tắt: F-35) là tên gọi chung cho 3 biến thể máy bay khác nhau dựa trên thiết kế cơ sở X-35 của dự án phát triển máy bay tiêm kích phối hợp (JSF) một chỗ ngồi, có khả năng tàng hình và thực hiện nhiều nhiệm vụ khác nhau như yểm trợ cận chiến, ném bom chiến thuật,...
Dự án JSF là dự án nghiên cứu và chế tạo vũ khí lớn nhất của Hoa Kỳ và các nước đồng minh kể từ sau thời kỳ Chiến tranh Lạnh, thể hiện qua số lượng máy bay dự tính chế tạo trong khoảng thời gian tới năm 2035 lên tới hàng nghìn chiếc, trung bình dự kiến chế tạo hơn 100 chiếc mỗi năm.
Việc phát triển nó đã được đưa vào kế hoạch tài chính của Hoa Kỳ, Vương quốc Anh và các chính phủ đồng minh khác. Nó được thiết kế và chế tạo bởi tập đoàn Lockheed Martin và các nhà thầu quốc phòng chủ chốt khác là Pratt & Whitney, BAE Systems và Northrop Grumman. Tổng kinh phí ước tính phục vụ nghiên cứu phát triển, thử nghiệm và chế tạo số lượng máy bay 2,456 chiếc (trong đó có 14 chiếc dùng để thử nghiệm) của cả ba biến thể lên tới 406.1 tỷ đô la Mỹ 
Cũng vì khoản tiền dự kiến bỏ ra để phát triển, chế tạo và vận hành số lượng máy bay trên rất lớn lại chỉ tập trung vào tay 2 nhà thầu chính là Lockheed Martin và Pratt & Whitney, nên chương trình được sự quan tâm rất lớn của truyền thông trong nước Mỹ và rất nhiều nước khác. Các hãng đối thủ, như Boeing cũng theo dõi rất sát sao từng pha phát triển của chương trình và tìm cách công bố các thông tin bất lợi về chương trình nhằm gây trở ngại cho việc đàm phán các đơn đặt hàng của Lockheed Martin.

## Lịch sử phát triển

### Định hướng phát triển:

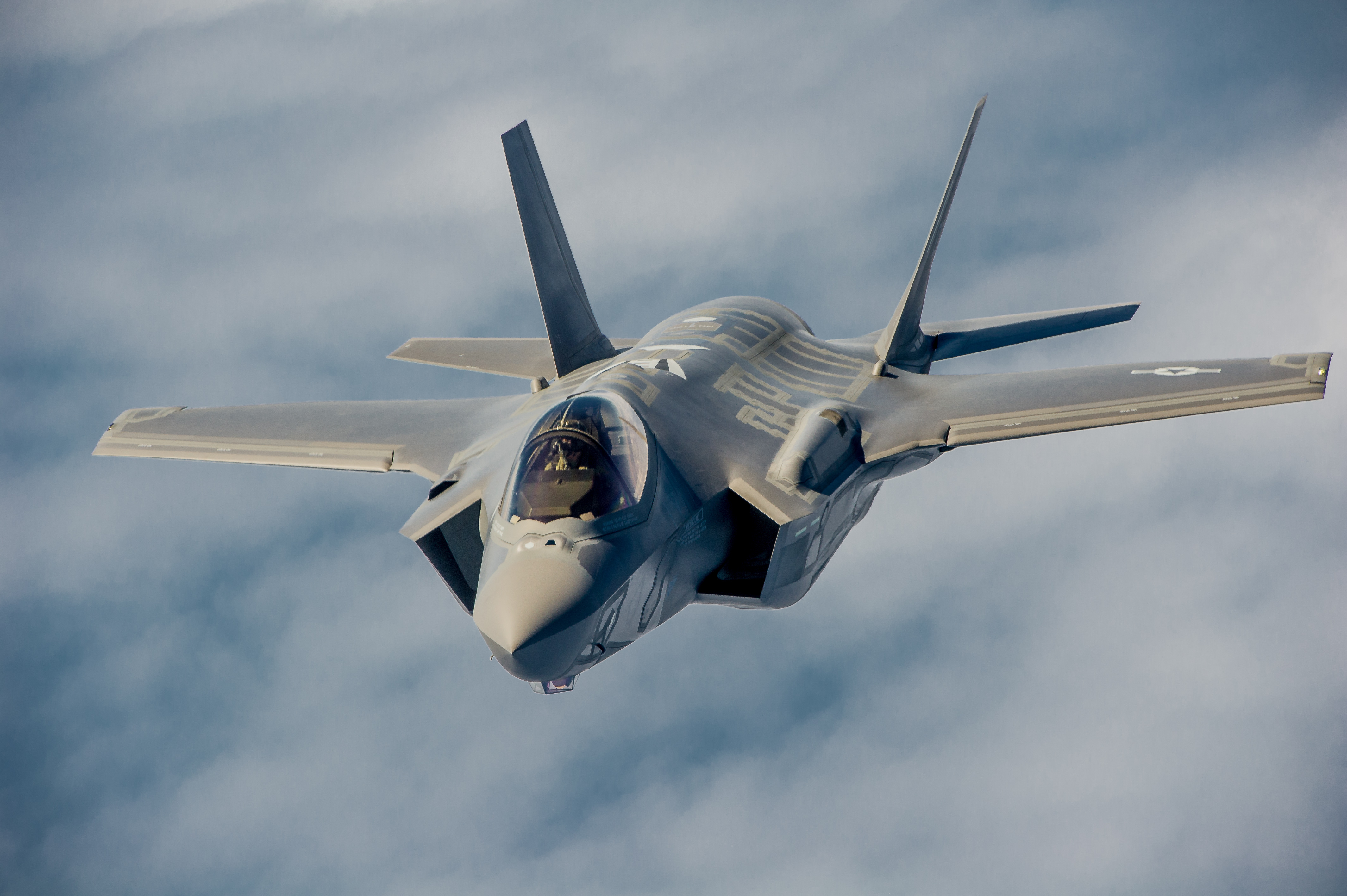
F-35 bay thử nghiệm tiếp nhiên liệu trên không

Chương trình máy bay tiêm kích bom phối hợp (JSF) được gộp lại từ 2 nền tảng thiết kế:
1. Thiết kế máy bay thay thế AV-8B Harrier II cất hạ cánh trên tàu đổ bộ của Thủy quân lục chiến Hoa Kỳ.
2. Thiết kế máy bay thay thế máy bay F/A-18 là máy bay chủ lực của Hải quân Hoa Kỳ hoạt động trên các tàu sân bay và máy bay F-16 của Không quân Hoa Kỳ.

Cuối cùng chương trình dựa trên thiết kế cơ sở, phát triển các biến thể khác nhau, tuy nhiên chia sẻ sự tương đồng ở mức tối đa các bộ phận của chúng:
- F-35A: CTOL - loại cất và hạ cánh bình thường, thay thế F-16.
- F-35B: STOVL - loại cất cánh khoảng cách ngắn và đáp thẳng xuống, thay thế AV-8B.
- F-35C: phiên bản trang bị cho hàng không mẫu hạm thay thế F/A-18.

### Khởi đầu, các phiên bản thử nghiệm X-32 và X-35
Chương trình Joint Strike Fighter đặt ra nhiều yêu cầu cho một kiểu máy bay chiến đấu chung thay thế cho các loại máy bay đang có. Hợp đồng phát triển chính thức JSF được ký kết vào ngày 16-11-1996. Một mẫu minh họa của thiết kế X-35 đã bay năm 2000;
Hợp đồng phát triển và trình diễn hệ thống (SDD) được dành cho hãng Lockheed Martin vào ngày 26-10-2001, nhà cung cấp mẫu thử nghiệm X-35 vốn đã chiến thắng mẫu X-32 của hãng Boeing. Các quan chức của Bộ quốc phòng Mỹ và Anh Quốc tuyên bố rằng X-35 vượt trội hơn X-32, mặc dù cả hai đáp ứng và vượt các yêu cầu đặt ra. Tên đặt cho kiểu máy bay chiến đấu mới là "F-35" tạo ra sự ngạc nhiên cho chính hãng Lockheed, vốn thường gọi tên trong nội bộ hãng là "F-24".

### Đặt tên
Ngày 7-7-2006, Không quân Hoa Kỳ chính thức thông báo tên của F-35 là Lightning II nhằm tôn vinh chiếc máy bay chiến đấu cánh quạt 2 động cơ thời Thế Chiến thứ II P-38 Lightning và chiếc phản lực thời kỳ chiến tranh lạnh English Electric Lightning của Anh Quốc. Bộ phận máy bay của hãng English Electric đã được sáp nhập vào BAC, tiền thân của thành viên phát triển F-35 là BAE Systems. Những cái tên trước đây đã từng được đề nghị đặt gồm có: Kestrel, Phoenix, Piasa, Black Mamba và Spitfire II. Tên Lightning II cũng đã từng là tên trong nội bộ công ty đặt cho chiếc máy bay mà sau này chính thức trở thành F-22 Raptor.

## Đặc điểm thiết kế

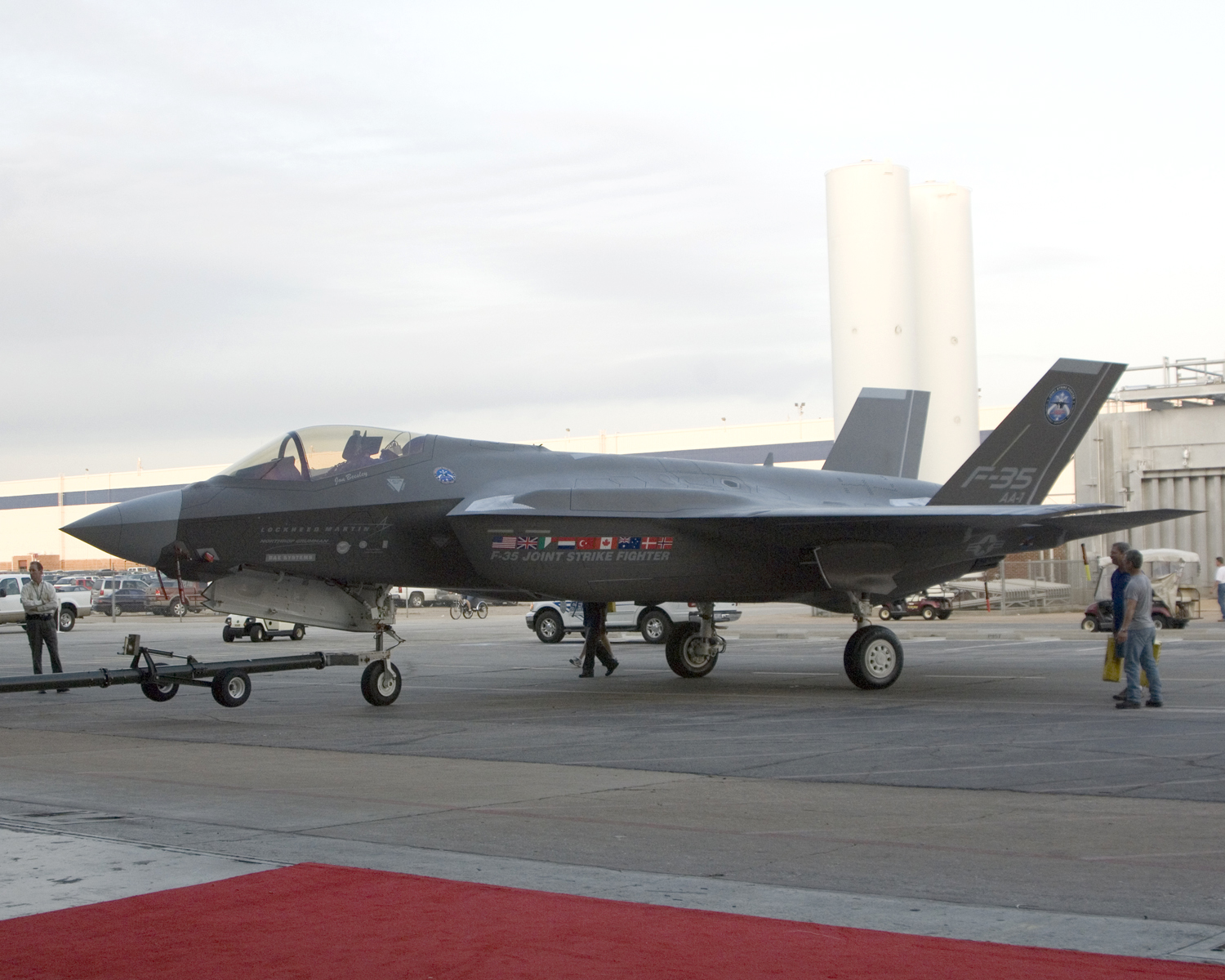
Kiểu máy bay F-35A

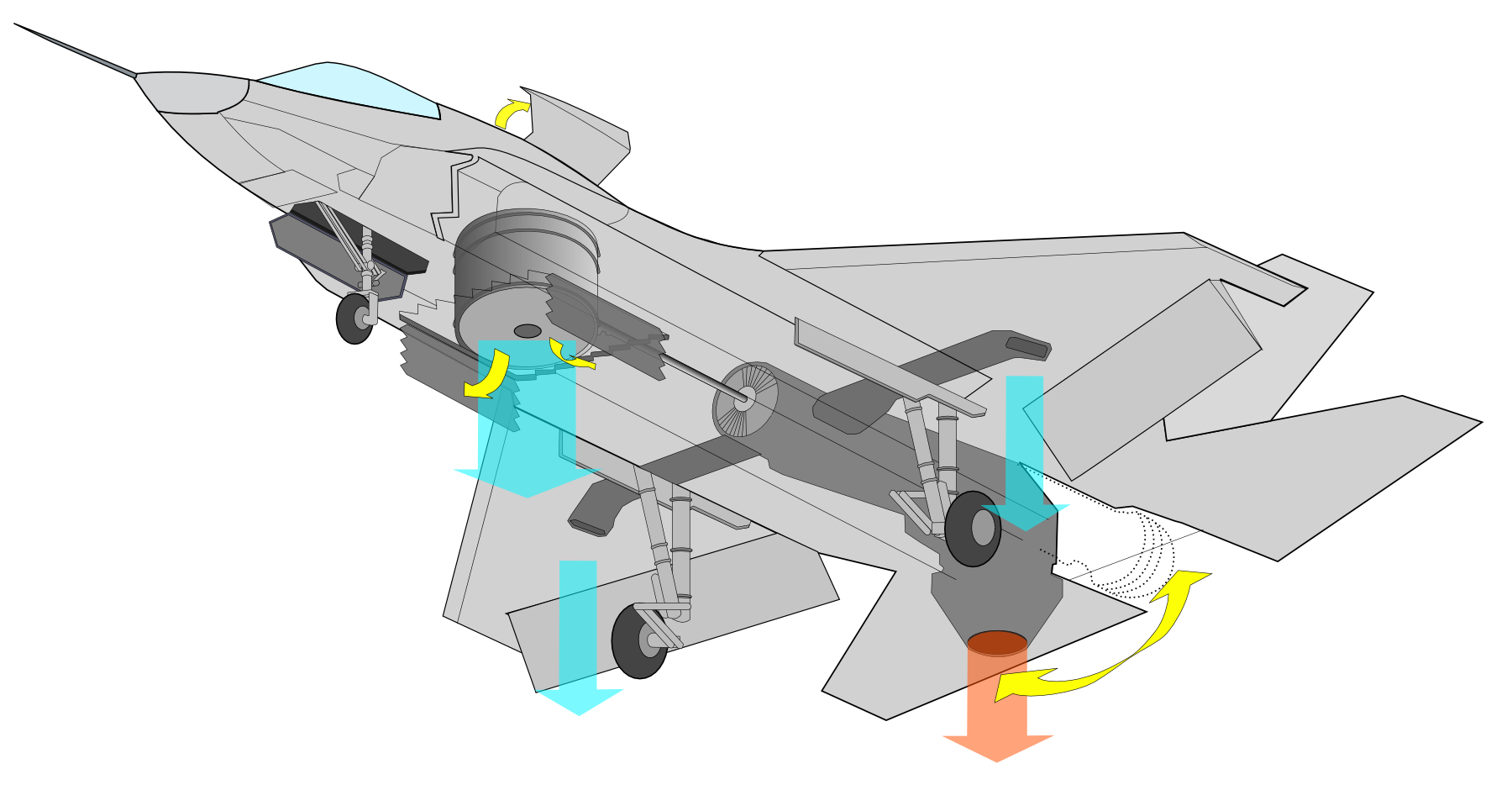
Vòi phun điều chỉnh hướng phụt và quạt nâng của F-35B

F-35 trông giống như một đứa em nhỏ hơn, một động cơ và trông bình thường hơn so với đàn anh mượt mà hai động cơ F-22 Raptor, và dĩ nhiên, vay mượn một số yếu tố thiết kế của nó.
Thiết kế F-35B bố trí động cơ dựa trên thiết kế máy bay Convair 200 năm 1972 mà Lockheed Martin được thừa hưởng khi thâu tóm General Dynamics. Ống xả kiểu 3BSD dựa trên công nghệ đã phát triển từ trước của Pratt & Whitney từ năm 1967.
Để giành lợi thế trong đấu thầu dự án X-35 Lockheed Martin đã chi tiền để công ty Yakovlev của Liên Xô chế thử một số mẫu Yak-141 mà Yakovlev đã xây dựng thiết kế cơ sở nhưng không có tiền và khách hàng tiềm năng để triển khai trong thập niên 90.
Đổi lại, Lockheed Martin có quyền thu thập các tham số bay thử và qua đó tích lũy kinh nghiệm về chế tạo máy bay có khả năng hạ cánh thẳng đứng. Việc này gây ra những suy đoán về sự tương đồng của F-35B với kiểu máy bay hoàn toàn khác hẳn là Yakovlev Yak-141 "Freestyle".
Kỹ thuật tàng hình làm cho chiếc máy bay khó bị phát hiện bởi các radar tần số cao như băng tần C, Ku, X và 1 phần băng tần S.
Một vài điểm cải tiến so với thế hệ máy bay chiến đấu hiện tại là:
- Kỹ thuật tàng hình bền bỉ và bảo trì ít tốn kém hơn;
- Hệ thống radar và cảm biến tích hợp phối hợp thông tin trên máy bay và từ mặt đất nhằm tăng cường khả năng nhận biết tình huống của phi công, nhận biết địch thủ và sử dụng vũ khí, cũng như chuyển tiếp thông tin nhanh chóng đến các nút chỉ huy và điều khiển khác;
- Mạng lưới dữ liệu tốc độ cao bao gồm IEEE-1394b[10] và Fibre Channel[11]
- Chi phí duy trì vòng đời thấp.

Mặc dù kỹ thuật hiển thị thông tin lên mũ bay (helmet-mounted display) đã áp dụng trên một số máy bay chiến đấu thế hệ IV như JAS 39 Gripen của Thụy Điển, F-35 sẽ là máy bay đầu tiên mà kỹ thuật này sẽ hoàn toàn thay thế cho kỹ thuật hiển thị thông tin trước mặt (head-up display).

### Các Hệ thống Điện tử
Cảm biến chính của F-35 là radar kiểu tương phản pha chủ động AN/APG-81, thiết kế bởi Northrop Grumman Electronic Systems. Nó được bổ sung bởi hệ thống EOTS (Electro-Optical Targeting System; Nhận biết mục tiêu quang-điện tử) gắn dưới mũi máy bay, thiết kế bởi Lockheed Martin và BAE. Các cảm biến quang-điện tử khác được phân bố trên thân máy bay là một phần của hệ thống AN/AAS-37 hoạt động như là hệ thống cảnh báo tên lửa, dẫn đường và bay đêm.

### Tỉ số lực đẩy/khối lượng
Kiểu cải biến F-35B có nguy cơ giảm các tính năng cơ động vì các trang bị nâng thẳng làm nó nặng hơn quá mức – đến 1 tấn (2.200 lbs) hay 8%. Để bù lại, Lockheed Martin đã tăng cường lực đẩy động cơ, giảm trọng lượng hơn 1 tấn do vỏ bọc máy bay mỏng hơn, thu nhỏ ngăn chứa vũ khí trong thân máy bay và cánh đứng, dẫn lại một phần lực đẩy sang ống thoát chính; và thiết kế lại kết nối cánh-thân, một phần hệ thống điện, và phần máy bay ngay sau khoang lái.

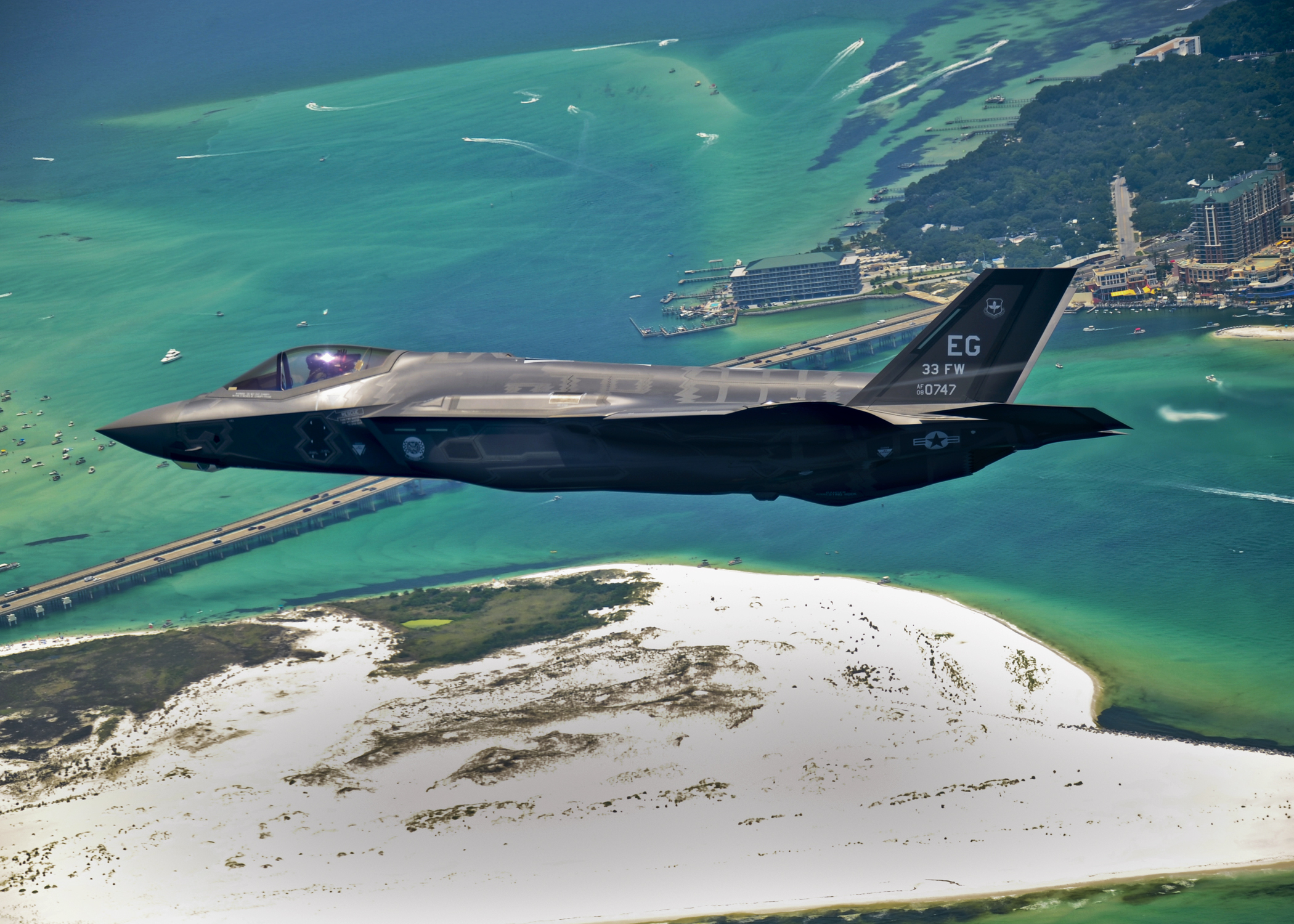
F-35 đầu tiên được đưa vào không quân Hoa Kỳ vào 7-2011

Giải pháp chứa vũ khí bên trong thân nhằm tàng hình và tối ưu khí động học, nhưng làm cho quá trình kiểm tra tính tương thích vũ khí trở nên khó khăn hơn.

### Trách nhiệm sản xuất
- Lockheed Martin Aeronautics (nhà thầu chính): lắp ráp tổng thành, tích hợp hệ thống chung, hệ thống kiểm soát phi vụ, thân trước, cánh, hệ thống kiểm soát bay.
- Pratt & Whitney: cung cấp động cơ phản lực F135-PW-100/400 cho F35A/C và F135-PW-600 cho F-35B
- Northrop Grumman: radar mảng pha quét điện tử chủ động (AESA-Active Electronically Scanned Array), thân giữa, khoang vũ khí, bộ phận hạ cánh.
- BAE Systems: thân sau và cánh ổn định, cánh đuôi ngang và đứng, hệ thống giúp thở và thoát hiểm, các hệ thống chiến tranh điện tử, hệ thống nhiên liệu, phần mềm kiểm soát bay (FCS1-Flight Control Software).

## Thử nghiệm
Chiếc F-35A (phiên bản dành cho Không lực Hoa Kỳ) lăn bánh lần đầu tại Fort Worth, Texas, Hoa Kỳ vào ngày 19-02-2006. Nó trải qua quá trình thử nghiệm mở rộng trên mặt đất tại căn cứ Fort Worth của Không lực Hải quân trong mùa Thu 2006.
Vào ngày 15-09-2006, kiểu động cơ có đốt sau F135 được tích hợp và được đốt thử nghiệm, và việc thử nghiệm động cơ hoàn tất vào ngày 18-09 sau khi được thử nghiệm cố định tại chỗ có đốt sau toàn phần (công suất tối đa). Vào ngày 15-09-2006, F-35 hoàn tất chuyến bay đầu tiên mỹ mãn.

## Trục trặc và lỗi thiết kế
Tính đến năm 2013, chương trình F-35 bị tìm ra có đến 363 lỗi có thể phát sinh 719 vấn đề, một số lượng đáng kinh ngạc cho một dự án vốn đã tốn 400 tỷ USD.
Ngày 11/10/2018, trung tâm kỹ thuật F-35 thông báo ngừng tất cả hoạt động của F-35 trên thế giới để kiểm tra kỹ thuật. Sau 4 ngày, 80% F-35 đã vượt qua bài kiểm tra cấp tốc và được phép bay trở lại.

### Giá thành
Một vấn đề của F-35 là giá của máy bay ngày càng cao với chi phí đã đội lên đến 93% tính từ kế hoạch năm 2001. Nhưng chất lượng sản phẩm thì bị chỉ trích là "Có khả năng gây vấn đề nghiêm trọng" với tỷ lệ buộc phải sửa và làm lại là 16%. Theo dự tính ban đầu, mỗi chiếc F-35 sẽ có giá khoảng 70 triệu USD/chiếc (xấp xỉ giá một chiếc F-15), tuy nhiên do chậm trễ và các lỗi phát sinh, tới năm 2011 giá thành mỗi chiếc F-35 được ước tính đã lên tới 120-145 triệu USD tùy phiên bản.
Năm 2014, chi phí vận hành mỗi chiếc F-35 tốn đến 67.548 USD mỗi giờ bay (cao hơn cả F-22).
Theo Winslow Wheeler, người phụ trách chương trình cải cách quân sự Straus (Straus Military Reform Project), Trung tâm nghiên cứu tình báo quốc phòng Mỹ thì F-35 bị đánh giá là "không đạt được hiệu quả kỳ diệu mà một số người cố gắng thúc đẩy, đây là một sự thất bại lớn trên một số phương diện, có thể nói là thụt lùi. Lực lượng không quân Hoa Kỳ xứng đáng có một máy bay tốt hơn và người đóng thuế xứng đáng có một sản phẩm rẻ hơn nhiều". Pierre Sprey, kỹ sư chỉ huy thiết kế F-16 Fighting Falcon, đã phân tích rằng việc cố gắng nhồi nhét quá nhiều công dụng cho F-35 làm cho nó "chẳng tốt trong việc gì cả".
Cựu Bộ trưởng Quốc phòng Anh Nick Harvey đã lên tiếng chỉ trích chương trình phát triển máy bay F-35 của Mỹ và khẳng định: "Bạn có thể tranh luận với nhau rằng đó là một trong những con voi màu trắng biết bay lớn nhất trong lịch sử... Giờ thì bạn có thể chắc chắn rằng, đây là một chương trình vô dụng nhất trong lịch sử".

### Tính cơ động
F-35 đã thất bại trước F-16 (được chế tạo từ năm 1974) trong cuộc tập trận tháng 1/2015. Cuộc không chiến giả định diễn ra trên vùng trời gần căn cứ không quân Edwards ở bang California. Trận đối đầu này diễn ra hồi tháng 1/2015 nhưng bản báo cáo của phi công điều khiển F-35 chỉ mới rò rỉ cho giới truyền thông vào tháng 6/2015.
Bài kiểm tra năng lực F-35 diễn ra trong điều kiện cận chiến ở độ cao 3.000 - 9.000 m. Cụ thể, một chiếc F-35 đọ sức tay đôi về tốc độ, hỏa lực và độ linh hoạt với một chiếc F-16. Đáng lưu ý, F-35 tham gia thao diễn mà không mang theo bất cứ thùng dầu nào và hoạt động trong trạng thái nhẹ nhất còn F-16 vẫn chở theo 2 bình nhiên liệu phụ. Bước vào không chiến, 2 máy bay vờn nhau ở cự ly gần, vừa né hỏa lực vừa dùng mọi vũ khí được trang bị để "bắn hạ" đối phương. Trong báo cáo dài 5 trang gửi lên cấp trên, viên phi công điều khiển F-35 chê bai thậm tệ cỗ máy đắt đỏ này. Theo ông, F-35 quá kềnh càng và có vấn đề về khí động học khiến máy bay không đủ độ linh hoạt và khả năng xoay xở để giáp lá cà trên không. Dù đã cố hết sức, F-35 vẫn không thể đưa F-16 vào tầm ngắm hoặc né đạn. Đó là chưa kể do "ỷ" có khả năng tàng hình nên các nhà thiết kế đã hạn chế tốc độ tối đa của F-35 vào khoảng 1.930 km/giờ (gấp 1,6 lần tốc độ âm thanh). Do đó, một khi đã bị phát hiện thì máy bay không thể nào chạy thoát trước chiếc F-16 có tốc độ cao hơn.
Ngoài ra, phi công còn chỉ trích chiếc mũ bay có giá đến nửa triệu USD và được quảng cáo là có thể giúp người đội quay đầu thoải mái và có tầm nhìn bao quát. Trong báo cáo, phi công cho rằng chiếc mũ này quá to so với buồng lái chật hẹp của F-35, khiến anh ta không thể nhìn phía sau hoặc ngước lên. Trên thực tế, trong cuộc không chiến, chiếc F-35 nhiều lần bị F-16 tập kích từ phía sau. Theo trang FlightGlobal, viên phi công, vốn từng có kinh nghiệm điều khiển các loại chiến đấu cơ F-15E, F-16 và F/A-18F, kết luận là "chẳng có lý do gì để ngồi chiến đấu trong F-35".
Sau vụ tai tiếng này, Bộ Quốc phòng Mỹ lên tiếng rằng chiếc F-35 tập trận không được trang bị các chức năng như "bản thật" và đây chỉ là "bản nháp". Thiếu tướng Không quân Jeffrey L. Harrigian tuyên bố: cơ động chưa bao giờ là thuộc tính chủ đạo của F-35, thế mạnh của nó là khả năng tàng hình. Quan điểm của nhóm thiết kế là phát triển một tiêm kích đặc biệt cho không chiến tầm xa hơn là quần vòng ở tầm gần. Tuy nhiên, chuyên gia kiêm giám đốc Viện Chính sách và Chiến lược Australia cho rằng những công nghệ mà F-35 sở hữu chưa chứng minh được tính hiệu quả. Giả sử đối phương phá vỡ liên kết giữa F-35 và máy bay chỉ huy cảnh báo sớm tầm xa (AWACS), khi đó, F-35 phải tác chiến độc lập với các hệ thống sẵn có. Tiêm kích của Mỹ từ lợi thế của thợ săn có thể trở thành con mồi cho các chiến đấu cơ hiện đại vì khi đó, những điểm yếu về tốc độ chậm, không chiến tầm gần kém sẽ bộc lộ.
Chuyên gia này cho rằng người Mỹ đã quên bài học đắt giá ở chiến trường Việt Nam trong dự án F-35: Thập niên 1960, với loại máy bay F-4 Phantom với radar mạnh và tên lửa tầm xa, các chỉ huy Mỹ từng tự tin là "không chiến tầm gần sẽ đi vào dĩ vãng", tuy nhiên thực tế chiến trường lại khác hẳn: những chiếc MiG nhanh nhẹn đã dùng chiến thuật cận chiến khiến ưu thế tên lửa và radar của F-4 trở nên vô dụng, và ngay cả những chiếc MiG-17 lạc hậu cũng đã hạ được nhiều chiếc F-4 với chiến thuật này.
Ngày 12/7, Tướng Joseph F. Dunford, người sắp tiếp nhận chức Tham mưu trưởng liên quân Mỹ, đã có bài phát biểu trước Ủy ban Quân lực Thượng viên Mỹ, thừa nhận rằng các cơ quan liên quan đang rà soát lại chương trình phát triển và sản xuất máy bay F-35 của nước này.
Nhà báo David Axe đã ví von mẫu tiêm kích này với các chiến đấu cơ F-105 của Mỹ từng thất bại trước MiG-21 trong chiến tranh Việt Nam. Tuy nhiên, trong khi F-105 có ưu thế về tốc độ bay thẳng đối với hầu hết các đối thủ thì F-35 ngày này còn chậm chạp hơn cả các máy bay chiến đấu của Sukhoi và Mikoyan (Nga), Thẩm Dương và Thành Đô (Trung Quốc).

### Độ tin cậy
Khi thử nghiệm F-35 đã xuất hiện những lỗi trong thiết kế như nhiều vết nứt vỡ trên máy bay mà lẽ ra không thể có với lượng thời gian bay chỉ mới bằng 1/10 thời gian dự tính khiến việc bảo dưỡng tốn nhiều tiền hơn dự tính. Các lỗi chính khác của dòng máy bay F-35 là hệ thống hiển thị công nghệ cao của mũ phi công hoạt động rất đáng thất vọng, hệ thống bơm nhiên liệu để lại nhiên liệu trên bề mặt máy bay, hệ thống cung cấp điện dự phòng không đảm bảo an toàn,... Mẫu F-35C được chế tạo để sử dụng trên tàu sân bay thì lại không thể đáp trên tàu sân bay vì một khiếm khuyết nghiêm trọng ở phần đuôi.
F-35 không chịu được sét đánh và hiện tại loại máy bay đã bị cấm hoạt động tại các khu vực thường xuyên có giông và khi hoạt động thì phải cách các khu vực này ít nhất 25 dặm. Hệ thống tạo khí trơ OBIGGS cần phải được thiết kế lại để duy trì một lượng chính xác oxy trong bình nhiên liệu để bảo vệ chúng trong trường hợp bị sét đánh. Thiết kế cung cấp nhiên liệu cũng có vấn đề, hệ thống thông gió không cho nó bay cao hơn 6.000 m cũng như tốc độ không được vượt quá 1.829 m/phút.
Lốp của biến thể F-35 dành cho Lực lượng lính thủy đánh bộ Mỹ "Bị ăn mòn với tốc độ không thể chấp nhận được khi hoạt động như một máy bay chiến đấu bình thường". Loại lốp mà Dunlop hiện đang cung cấp đã được cải tiến, nhưng chất lượng vẫn không thể chấp nhận được.
Mẫu F-35B dùng trên tàu sân bay thì đang gặp vấn đề với nhiệt lượng khí đẩy của mình khi sức nóng làm hỏng đường băng cũng như nhiều hệ thống gần sàn đáp có thể bị hư hỏng do F-35B hạ cánh và cất cánh quá gần với các loại vũ khí, ăng-ten, cửa thoát nhiên liệu, ống dẫn nhiên liệu, thuyền cứu sinh, lan can, lưới bảo vệ, một số thiết bị điện và hầu hết các thiết bị khác.
Rađa của máy bay thường không làm việc và áo bay quá nóng. Với vấn đề bảo trì thì thay vì chỉ mất hai tiếng như kế hoạch để thay thế động cơ thì máy bay mất đến 52 tiếng. Nó cũng sẽ gặp trục trặc khi qua đêm ở nhiệt độ 15 °C vì thế nó phải được cất trong nhà có máy sưởi. Máy bay đã không đáng tin cậy như mong đợi và cần bảo dưỡng nhiều hơn dự kiến. F-35 cũng không thể cất cánh hoặc động cơ bị tắt đột ngột nếu nhiên liệu tiếp cho nó đang ở nhiệt độ trên 40 độ C, khiến việc bảo trì và tiếp nhiên liệu ở những vùng khí hậu nóng trở nên rắc rối (phải xây bãi đỗ râm mát, hoặc gắn máy làm mát cho các xe chở nhiên liệu). Những quốc gia như Thổ Nhĩ Kỳ, Nhật Bản, Australia, Israel... sẽ vô cùng ngạc nhiên khi phát hiện ra rằng loại tiêm kích tối tân mà họ định mua sẽ không thể cất cánh khi nhiệt độ vượt quá ngưỡng cho phép vào mùa hè.
Theo những thông tin được chính Không quân Mỹ xác nhận vào ănm 2019 thì mỗi khi F-35 bay vượt tường âm thanh (Mach 1,2) thì lớp sơn tàng hình của nó sẽ bị bong tróc, khiến F-35 bị mất khả năng tàng hình. Do vậy, không quân Mỹ đã phải yêu cầu phi công không được bay vượt quá tốc độ âm thanh trong các chuyến bay huấn luyện, bởi nếu không thì cứ sau mỗi chuyến bay, F-35 sẽ phải đưa vào nhà xưởng để sơn lại lớp vỏ, điều này rất tốn kém về thời gian và chi phí.

### Vũ khí
Mũ phi công được sản xuất bởi Công ty RCESA, có giá hơn 500.000 USD mỗi chiếc. Nhiều phi công thử nghiệm báo cáo họ đã bị chóng mặt, mất phương hướng trong không gian khi điều khiển F-35, nghiêm trọng tới mức họ phải tắt dữ liệu và hạ cánh "thủ công". Nguyên nhân gây ra tình trạng này là do độ trễ nhất định của việc chuyển tín hiệu lên chiếc mũ, do máy tính của F-35 còn phải xác định xem phi công đang nhìn đi đâu để chuyển lệnh tới camera tương ứng. Một vấn đề nữa là không giống HUD gắn cố định trên máy bay, mũ của F-35 được thiết kế để phi công có thể quay đầu tự do bên trong, nên khi máy bay rung lắc trong lúc bay, phi công cũng sẽ thấy hình ảnh nhảy múa trước mắt.
Các lỗi kỹ thuật của mũ điều khiển khiến phi công của các chiếc máy bay có giá trên 100 triệu USD buộc phải bay trong tình trạng mù. Thay vì giúp phi công nhìn thấy tất cả các vật thể xung quanh, chiếc mũ bay hiện đại do BAE sản xuất khiến phi công bị rối tung lên vì đưa ra quá nhiều hình ảnh từ radar và camera. Một sự cố có tên gọi "ánh lục lờ mờ" hoàn toàn có thể đã gây ra thảm họa đối với 3 phi công Anh hiện tại đang huấn luyện. Bạn chỉ có thể hiển thị một lượng thông tin có hạn trước khi phi công bị loạn lên và các hình ảnh bắt đầu lẫn vào với nhau, đặc biệt là khi bay đêm. Các thông tin về tốc độ, độ cao, góc hạ cánh và cất cánh cũng như mức nhiên liệu và hệ thống vũ khí cộng với hình ảnh quang cảnh xung quanh khiến mọi thứ bị quá tải kết quả là phi công chẳng nhìn thấy gì. Việc này làm cho việc bay loại máy này gần như không thể được.
Việc sử dụng chế độ đốt hậu của máy bay trong thời gian dài có thể khiến lớp sơn tàng hình ở phần đuôi máy bay bị bong ra. Kết quả là F-35 bị cấm bay siêu âm khi Lockheed tìm giải pháp xử lý. Sau khi xử lý xong, họ sẽ phải sơn lại 78 chiếc máy bay đã ra khỏi dây chuyền sản xuất. Hệ thống camera được dùng để thay thế cho việc phi công phải ngoái đầu lại phía sau lại có những điểm mù, khiến phi công không thu được hết hình ảnh. Máy bay không thể ném bom, tham gia không chiến hoặc hỗ trợ bộ binh. Nguyên nhân đơn giản, do phần mềm cần thiết giúp nó có thể hoạt động hoàn chỉnh vẫn chưa hoàn thiện. Quan chức phụ trách thử nghiệm của Bộ Quốc phòng Mỹ là J. Michael Gilmore nói khả năng chiến đấu duy nhất của chúng hiện nay chỉ là lao thẳng vào máy bay khác tự sát. Nếu F-35 tải phần mềm Block 2B và tham gia chiến đấu ngay bây giờ, chúng sẽ cần sự hỗ trợ lớn từ các máy bay thế hệ 4 khác để chống lại các mối đe dọa nhằm vào bản thân. Nói một cách khác, chiếc máy bay lính thủy đánh bộ kỳ vọng có thể tham chiến trong năm 2015 không chỉ được trang bị tồi mà còn cần sự bảo vệ của những chiếc máy bay mà chúng ra đời để thay thế.
Các phi công chiến đấu của Mỹ cũng đã nhìn ra những nhược điểm của F-35. Họ cho rằng các nhà sản xuất đã hứa hẹn quá nhiều, và F-35 có thể không đáp ứng được hết kì vọng. Nhiều người cũng nghi ngờ tính năng tàng hình của F-35. Chuyện muôn thuở của máy bay tàng hình, đó là kết cấu khí động học sẽ phải thay đổi nhiều, để phục vụ cho tính năng tàng hình của máy bay.
Đặc điểm quan trọng nhất của loại máy bay này là tàng hình lại bị cho là có thể bị vô hiệu hóa bởi rada băng tần VHF và đây cũng không phải là một bí mật lớn. Những nghiên cứu mới đây đều chứng minh rằng, sóng dài đặc biệt có hiệu quả trong việc phát hiện các mục tiêu tàng hình, nhất là khi bước sóng bằng 2 lần kích thước mục tiêu. Để có thể tàng hình trước VHF thì trước tiên phải gỡ bỏ đuôi của máy bay nhưng chưa biết nên làm như thế nào. Những gì mà F-35 thực sự đang có là chức năng "tấn công điện tử" hay còn gọi là EA trong con mắt các nhà quân sự. Nó cũng có một hệ thống radar ngụy trang - BAE Systems ALE -70. Nhưng cả hai chức năng này đều nhằm mục đích đánh chặn tên lửa chứ không ngăn chặn việc bị phát hiện.

## Sự tham gia của quốc tế
Các khách hàng đầu tiên cũng như là nhà tài trợ tài chính của chương trình là Hoa Kỳ và Anh Quốc. 8 quốc gia khác cũng tài trợ cho việc phát triển máy bay, và sẽ quyết định trong năm 2007 sẽ mua máy bay hay không. Tổng chi phí phát triển máy bay là hơn 40 tỷ đô la Mỹ (được tài trợ phần lớn bởi Hoa Kỳ), và việc mua khoảng 2.400 máy bay được ước tính sẽ tốn kém thêm khoảng 200 tỷ đô la Mỹ nữa.
Có 3 cấp độ tham gia của các nước khác. Các cấp độ nói chung phản ảnh vai trò về tài chính, mức độ chuyển giao công nghệ và các gói thầu phụ mở ra cho các công ty quốc gia, và các đơn đặt hàng mà các quốc gia có thể sản xuất. Anh Quốc là nước duy nhất thuộc đồng minh cấp 1, đóng góp khoảng 2,5 tỷ đô la Mỹ hay là 10% chi phí phát triển máy bay, theo một Bản ghi nhớ ký năm 1995 để Anh Quốc chính thức tham gia đề án này. Các đồng minh cấp 2 là Ý (1 tỷ đô la Mỹ) và Hà Lan (800 triệu đô la Mỹ). Các nước cấp 3 là Canada (440 triệu đô la Mỹ), Thổ Nhĩ Kỳ (175 triệu đô la Mỹ), Úc (144 triệu đô la Mỹ), Na Uy (122 triệu đô la Mỹ), Đan Mạch (110 triệu đô la Mỹ). Israel và Singapore cũng đã tham gia như các thành viên cộng tác của dự án.
Một vài quốc gia thành viên đã công khai bày tỏ ý định từ bỏ chương trình JSF, một cách bóng gió hay cảnh báo rằng trừ khi được nhận nhiều hợp đồng phụ hay chuyển giao công nghệ, họ sẽ từ bỏ JSF để chuyển sang Eurofighter Typhoon, Saab Gripen, Dassault Rafale, hoặc đơn giản là nâng cấp số máy bay hiện có. Na Uy đã nhiều lần đe dọa sẽ ngừng hỗ trợ trừ khi được đảm bảo gia tăng thị phần công nghiệp. Tuy nhiên, Na Uy đã đồng ý ký kết tất cả các bản ghi nhớ, kể cả bản mới nhất chi tiết hóa việc sản xuất của chương trình JSF trong tương lai. Dù vậy, họ vẫn cho biết sẽ tăng cường và cũng cố việc hợp tác với các đối thủ của JSF là Typhoon và Gripen.

### Vương Quốc Anh
Anh Quốc dự định mua các phiên bản của F-35 cho Không quân và Hải quân Hoàng gia Anh.
Phía Anh Quốc càng ngày càng bày tỏ lo ngại phía Mỹ không cho phép tiếp cận các kỹ thuật cho phép họ duy trì và nâng cấp những chiếc F-35 mà không có sự can thiệp của Mỹ. Đây được hiểu là liên quan đến phần mềm của máy bay. Trong 5 năm, các viên chức Anh đã khiếu nại về đảm bảo sẽ được chuyển giao công nghệ. Yêu cầu này, vốn được sự ủng hộ của chính quyền Bush, lại bị ngăn chặn luôn bởi Hạ nghị sĩ Henry Hyde, người nói rằng Anh Quốc cần thắt chặt luật pháp ngăn không cho chuyển giao trái phép các kỹ thuật tiên tiến của Mỹ cho bên thứ ba.
Chủ tịch BAE Systems là Mike Turner than phiền rằng phía Mỹ đã từ chối không cho phép công ty ông truy cập mã nguồn máy bay. Vào ngày 21 tháng 12 2005, một bài viết trên tờ Glasgow Herald trích lời Chủ tịch Ủy ban Quốc phòng Hạ viện Anh nói rằng "Anh Quốc có thể cân nhắc có nên tiếp tục tham gia chương trình" nếu không được quyền truy cập. Huân tước Baron Drayson, viên chức Bộ Quốc phòng Anh, khẳng định mạnh mẽ hơn nhân chuyến thăm Washington vào tháng 5-2006: "Chúng tôi mong việc chuyển giao công nghệ phần mềm sẽ diễn ra. Nếu không nếu không chúng tôi không thể mua những chiếc máy bay này," và ông nói đến một "kế hoạch B" nếu việc thương lượng thất bại. Đây có thể ám chỉ đến việc phát triển một phiên bản dành cho hải quân của Eurofighter Typhoon.
Vào ngày 27 tháng 5-2006, Tổng thống George W. Bush và Thủ tướng Tony Blair tuyên bố rằng "Cả hai chính phủ đồng ý rằng Anh Quốc có quyền sử dụng, sở hữu, nâng cấp và duy trì thành công JSF như là Anh Quốc có chủ quyền trên loại máy bay này." Dù vậy, cho đến tháng 12-2006 vẫn còn nỗi lo ngại về vấn đề chuyển giao kỹ thuật. Đến ngày 12 tháng 12 2006, Huân tước Drayson ký bản thỏa thuận về điều kiện cho sự tham gia của Anh Quốc, như là, truy cập mã nguồn phần mềm và sở hữu việc sử dụng. Thỏa thuận cho phép "sự điều khiển liên tục không gián đoạn của Anh Quốc" trong việc điều khiển máy bay. Drayson nói rằng Anh Quốc sẽ "không cần nhờ đến một công dân Mỹ trong hệ thống chỉ huy của chính chúng ta". Ông lại nói, dù sao, Anh Quốc vẫn đang xem xét một "Kế hoạch B" chưa xác định nhằm thay thế cho việc mua JSF.
Vào ngày 25 tháng 7-2007, Bộ Quốc phòng Anh xác nhận đã đặt đóng mới 2 hàng không mẫu hạm kiểu Queen Elizabeth, cho phép triển khai những chiếc F-35B đặt mua.

### Úc
Tháng 5-2005, Chính phủ Úc tuyên bố quyết định mua JSF dự định vào năm 2006 sẽ hoãn lại đến năm 2008, quá nhiệm kỳ của chính phủ hiện nay. Úc, giống như Anh Quốc, từng nhấn mạnh họ cần được quyền truy cập mọi phần mềm cần thiết để cải biến và sửa chữa máy bay. Nghiên cứu của Không quân Hoàng gia Úc khẳng định F-35 "là kiểu máy bay phù hợp nhất cho nhu cầu của Úc".
Đã xảy ra tranh luận tại Úc là liệu F-35 có phải là kiểu máy bay chiến đấu phù hợp cho Không quân Hoàng gia Úc. Các báo cáo trên phương tiện thông tin đại chúng, các nhóm vận động hành lang và các chính trị gia đưa ra những nghi ngờ liệu nó có sẵn sàng kịp thay thế cho đội bay tấn công F-111 và tiêm kích F/A-18 Hornet cũ kỹ không? Một số phê phán cho là chiếc F-22 đắt tiền hơn hoặc là Eurofighter có thể là những lựa chọn tốt hơn; cả hai đều cho tầm bay xa hơn, khả năng cận chiến và tốc độ siêu âm với giá không đắt hơn F-35 bao nhiêu — và vấn đề được đưa ra xem xét tại Quốc hội Úc vào tháng 7-2006.
Trong tuyên bố đưa ra vào tháng 8-2006, Bộ trưởng Quốc phòng Úc, Tiến sĩ Brendan Nelson cho biết rằng trong khi F-35 vẫn nhận được sự hỗ trợ từ phía chính quyền, Úc bắt đầu xem xét các kiểu máy bay khác nếu F-35 tỏ ra không phù hợp. Vào tháng 10-2006, Phó Đô Đốc John Blackburn, Phó tư lệnh Không quân Hoàng gia Úc, công bố rằng Không quân đã loại bỏ khả năng mua một kiểu máy bay tấn công trung gian để bù vào việc chậm trễ của chương trình F-35, và tin rằng chiếc F-35 là phù hợp. Tuy vậy, ngày 6 tháng 3 2007, TS. Nelson công bố Chính phủ Úc sẽ mua 24 chiếc F/A-18E/F Super Hornet từ hãng Boeing để lấp vào chỗ trống do máy bay tấn công ném bom F-111 nghỉ hưu để lại, trị giá 6 tỷ đô la Úc. Dù sao, TS. Nelson nói ông tiếp tục tán thành việc mua F-35. Phát biểu trên truyền hình Úc vào tháng 3-2007, TS. Nelson nhấn mạnh rằng 5% tính năng của F-35 là thông tin tuyệt mật, nhưng "chính 5% đó là giá trị nhất".
Vào ngày 13 tháng 12-2006, Bộ trưởng Nelson đã ký Bản ghi nhớ về việc sản xuất, duy trì và tiếp tục phát triển JSF. Thỏa thuận này đặt ra khung hợp tác cho việc sở hữu và hỗ trợ JSF trọn đời. Úc dự định mua 100 chiếc F-35A trị giá khoảng 16 tỷ đô la Úc.

### Thổ Nhĩ Kỳ
Vào ngày 12 tháng 7-2002, Thổ Nhĩ Kỳ trở thành thành viên quốc tế thứ 7 của chương trình JSF, sau Anh Quốc, Ý, Hà Lan, Canada, Đan Mạch và Na Uy. Thổ Nhĩ Kỳ ký kết bản ghi nhớ tham gia vào việc sản xuất F-35 vào ngày 25 tháng 1-2007, dự định sẽ đặt hàng 100 chiếc F-35A CTOL dành cho Không quân trị giá 11 tỷ đô la Mỹ. Số máy bay này sẽ được sản xuất nhượng quyền tại Thổ Nhĩ Kỳ bởi Turkish Aerospace Industries (TAI).
Thỏa thuận sơ bộ giữa TAI và Northrop Grumman ISS (NGISS) International được ký vào ngày 6 tháng 2-2007, theo đó TAI trở thành nhà thầu chính thứ hai cung cấp phần thân giữa của F-35 trong chương trình JSF. Số lượng thân giữa sản xuất bởi TAI sẽ được xác định căn cứ vào số lượng F-35 Thổ Nhĩ Kỳ sẽ đặt mua cũng như số lượng F-35 bán được toàn thế giới. Thỏa thuận này trị giá trên 3 tỷ đô la Mỹ.

### Các quốc gia khác

#### Israel
Trong năm 2003, Israel ký kết một thỏa thuận trị giá 20 triệu Đô la Mỹ, để tham gia nhóm phát triển và thử nghiệm hệ thống (SDD: system development and demonstration) F-35 với tư cách là "thành viên hợp tác an ninh" (SCP: security cooperation participant). Năm 2006 Không lực Israel (IAF) cho biết F-35 là phần cốt lõi của kế hoạch tái trang bị, và Israel dự định mua trên 100 chiếc F-35A trị giá ước lượng 5 tỷ đô la Mỹ để thay thế dần phi đội F-16 của họ. Sau khi sự tham gia của Israel bị tạm ngưng do sự cố hợp đồng mua bán vũ khí với Trung Quốc, họ đã được tạm thời gia nhập trở lại nhóm phát triển F-35 vào ngày31 tháng 7-2006.

#### Ấn Độ
F-35 được giới thiệu cho Không quân Ấn Độ vào tháng 7-2007. Đây được hiểu là một phần của dự án nhằm bán chiếc F-16 như là một máy bay chiến đấu đa năng cho Không quân Ấn Độ.

## Các phiên bản
F-35 được phát triển thành 3 phiên bản khác nhau đáp ứng nhu cầu của những người dùng khác nhau.

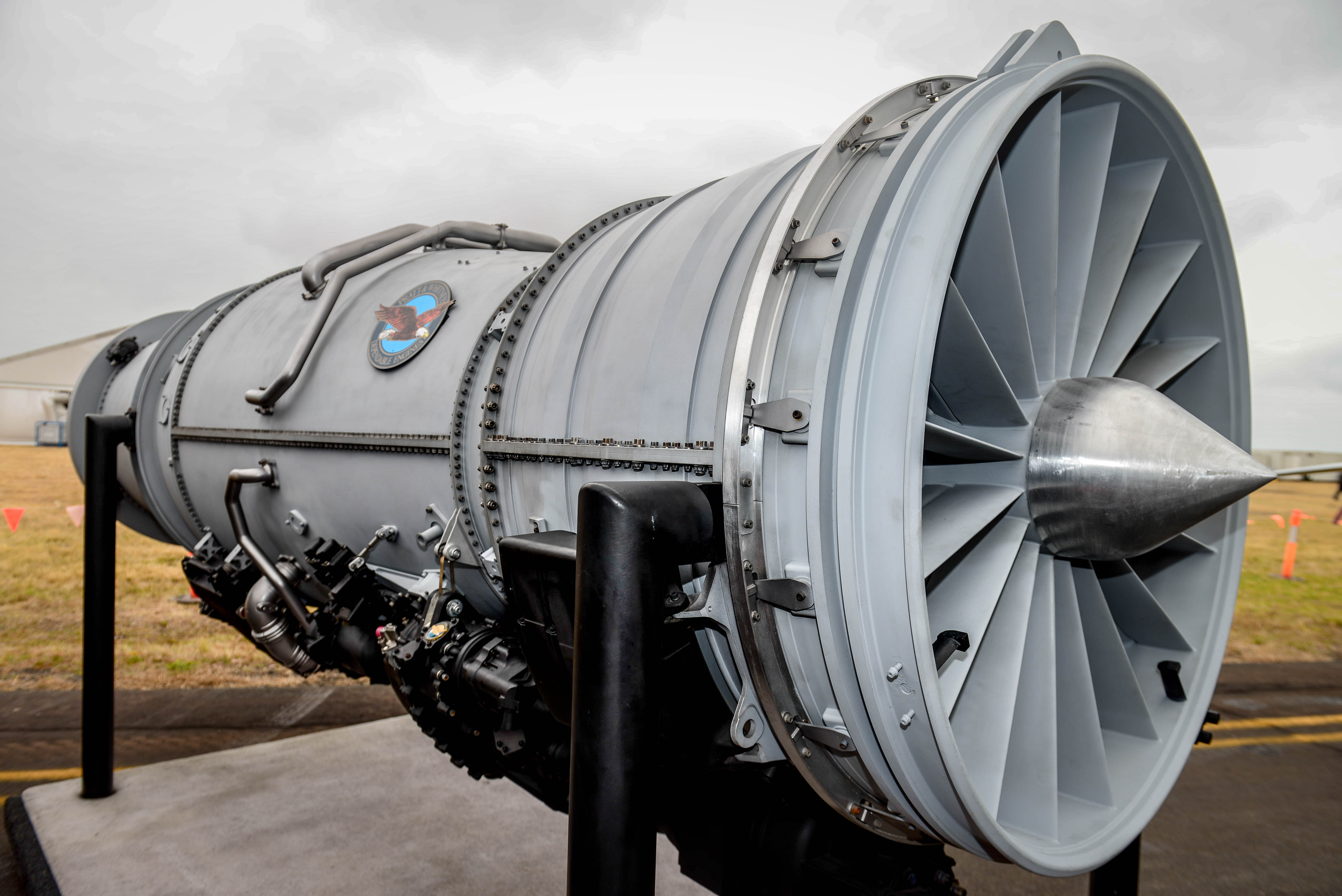
Động cơ của F-35 được trưng bày tại trung tâm hàng không quân sự 2014

### F-35A
F-35A là kiểu cất cánh và hạ cánh thông thường (CTOL-conventional takeoff and landing) dự định trang bị cho Không lực Hoa Kỳ và không quân các nước khác. Đây là phiên bản nhỏ nhất, nhẹ nhất, và là phiên bản duy nhất được trang bị pháo GAU-22/A gắn bên trong thân. Khẩu pháo 25 mm này được phát triển từ loại pháo M61 Vulcan 20 mm được trang bị trên các loại máy bay chiến đấu của Không lực Hoa Kỳ kể từ thời F-104 Starfighter, và cũng được trang bị trên loại máy bay AV-8B Harrier II của Thủy quân lục chiến Hoa Kỳ.
F-35A không chỉ tương đương với F-16 về độ cơ động, phản ứng nhanh, chịu trọng lực G cao, nhưng còn vượt trội ở tính tàng hình, tải trọng, tầm bay với nhiên liệu chứa bên trong, thiết bị dẫn đường, sử dụng hiệu quả, hỗ trợ và khả năng sống sót. Nó cũng có khả năng trang bị thiết bị laser và cảm biến hồng ngoại.

### F-35B
F-35B là phiên bản kiểu máy bay cất cánh đường băng ngắn và hạ cánh thẳng đứng (STOVL-short take-off vertical landing). Về kích thước F-35B tương đương với F-35A của Không quân, hy sinh một phần lượng nhiên liệu mang theo dành cho hệ thống hạ cánh thẳng đứng. Giống như AV-8B Harrier II, pháo trang bị được gắn trong một trụ treo dưới cánh. Bay thẳng đứng là một tính năng thử thách nhất, và sau hết, là yếu tố quyết định trong thiết kế.
Thay cho các động cơ nâng, hay là các đầu xoay trên cánh quạt và ống xả của động cơ như kiểu Harrier lắp động cơ Pegasus, F-35B dùng một ống xả "hướng hành trình" ở đuôi máy bay (ống xả phía sau hướng xuống dưới), và một quạt nâng vận hành bằng trục tiên tiến, sáng chế của Lockheed Martin và phát triển bởi Rolls-Royce. Giống như kiểu động cơ turbo-cánh quạt gắn trong thân, lực xoay trục động cơ được phân bổ một phần ra phía trước bởi một hộp số đến một cặp cánh quạt lắp thẳng đứng, xoay ngược chiều nhau, bố trí phía trước động cơ chính ở giữa máy bay. Khí nén qua động cơ được thoát qua một cặp ống xả trong cánh hai bên thân, trong khi quạt nâng sẽ cân bằng lực đẩy phần đuôi. Hệ thống này gần giống với kiểu Yak-141 của Nga và VJ 101D/E  của Đức, hơn là các thiết kế STOVL trước đây, như là Harrier với ống xả xoay được.
Động cơ của F-35B có hiệu quả khuếch đại luồng khí thổi, gần giống như kiểu động cơ turbo-cánh quạt có hiệu quả đẩy luồng khí không cháy ở vận tốc thấp hơn, và đạt được hiệu quả tương đương như động cơ chính của máy bay Harrier, vốn to nhưng không hiệu quả ở tốc độ siêu âm. Giống như các động cơ nâng, các thiết bị bổ sung này làm nặng máy bay hơn khi bay, nhưng lực nâng mạnh hơn cũng giúp gia tăng tải trọng hữu ích khi cất cánh. Quạt mát hơn cũng giảm thiểu những tác hại của luồng khí nóng và mạnh gây ra cho lớp phủ đường băng hay sân đáp của hàng không mẫu hạm. Mặc dù mang đầy tính rủi ro và phức tạp, hệ thống được thiết kế đã hoạt động tốt và làm hài lòng các quan chức của bộ Quốc phòng Hoa Kỳ.
Trong quá trình phát triển, Lockheed sử dụng 2 khung máy bay khác nhau để thử nghiệm: khung X-35A (sau này được cải biến thành X-35B), và khung X-35C lớn hơn. Động cơ cho F-35 cải tiến từ kiểu Pratt & Whitney F119 hay GE Rolls Royce F136 dành cho máy bay chiến đấu, trong khi biến thể STOVL của F136 tích hợp cụm quạt nâng của Rolls-Royce.
Được tranh luận nhiều nhất là sự trình diễn đầy thuyết phục khả năng của X-35 ở vòng cuối trong chương trình thử nghiệm máy bay chiến đấu JSF, trong đó chiếc X-35B STOVL cất cánh trong vòng 150 m (500 ft), bay ở tốc độ siêu âm, và hạ cánh thẳng đứng—một thách thức mà chiếc Boeing X-32 không thể vượt qua.
Phiên bản này được dự định sẽ thay thế cho các kiểu sau cùng của máy bay Harrier Jump Jet, là kiểu máy bay chiến đấu STOVL đầu tiên trên thế giới được đưa vào hoạt động. Không quân Hoàng gia và Hải quân Hoàng gia Anh sẽ sử dụng phiên bản này để thay thế kiểu máy bay Harrier GR7/GR9. Thủy quân lục chiến Hoa Kỳ sẽ dùng F-35B để thay thế cho cả hai loại máy bay chiến đấu AV-8B Harrier II. Dù vậy không quân Hoa Kỳ hiện đã từ chối loại máy bay này.

### F-35C
Phiên bản F-35C dành cho hải quân sẽ có cánh lớn hơn và gấp được, diện tích các cánh điều khiển lớn hơn nhằm giúp điều khiển dễ dàng ở tốc độ thấp, và hệ thống hạ cánh chắc chắn hơn để chịu tải trọng khi hạ cánh trên hàng không mẫu hạm. Diện tích cánh lớn hơn giúp gia tăng tầm bay và tải trọng, tầm bay đạt gấp đôi F/A-18C Hornet với nhiên liệu chứa bên trong, đạt đến mức tương đương với máy bay F/A-18E/F Super Hornet vốn nặng hơn nhiều.
Hải quân Hoa Kỳ dự định mua 480 F-35C để thay thế cho F/A-18 các kiểu A, B, C và D – vốn đã đưa vào để thay các loại máy bay tấn công tầm xa tốc độ thấp A-7 Corsair và A-6 Intruder. Nó cũng được dùng như lực lượng bổ sung có tính tàng hình cho đội bay F/A-18E/F Super Hornet. Vào ngày 27-06-2007, phiên bản F-35C đạt được quy trình duyệt xét CDR (Air System Critical Design Review), điều này cho phép bắt đầu đưa F-35C vào kế hoạch sản xuất thử (Low Rate Initial Production).

## Các nước sử dụng

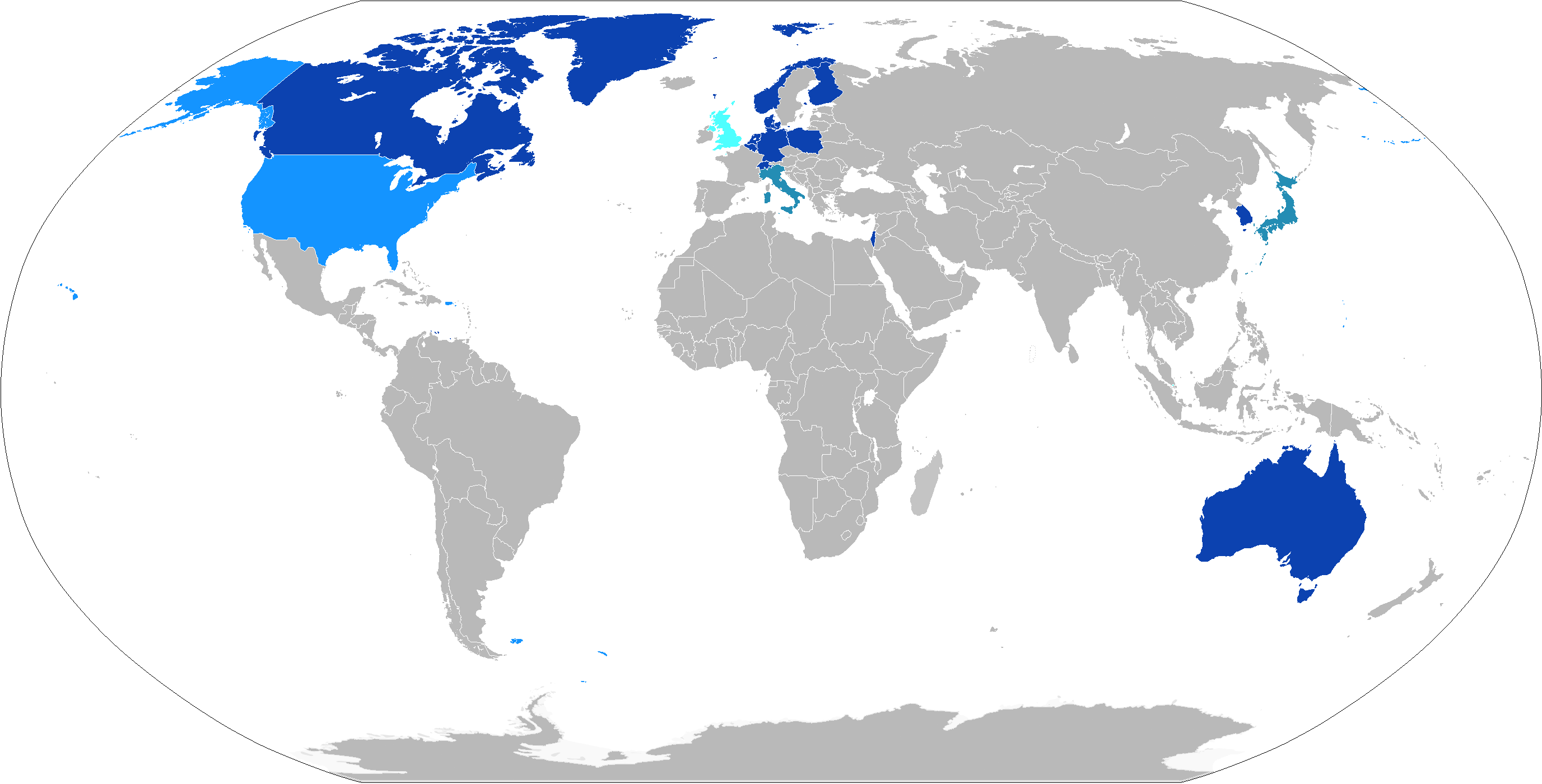
Đối với F-35A (Royal Australian Air Force, Royal Danish Air Force, Israeli Air Force, Japan Air Self-Defense Force, Royal Norwegian Air Force, Royal Netherlands Air Force, Republic of Korea Air Force, Turkish Air Force)
Đối với F-35B (Royal Air Force / Royal Navy)
Đối với F-35A và F-35B (Italian Air Force / Italian Navy)
Đối với F-35A, F35-B và F-35C (US Air Force / US Marine Corps / US Navy)

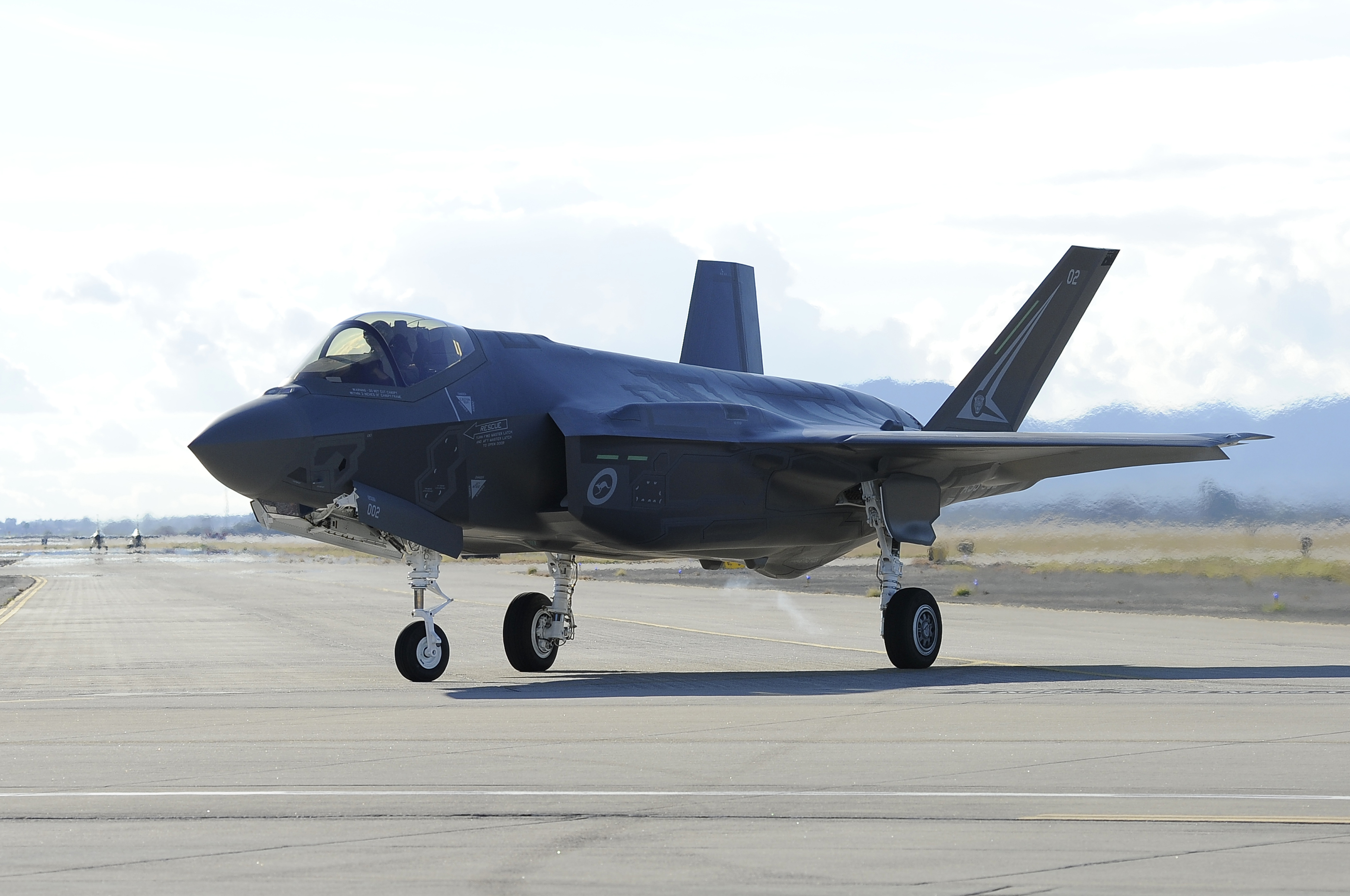
Một trong hai chiếc F-35A đầu tiên của Úc tháng 12 năm 2014

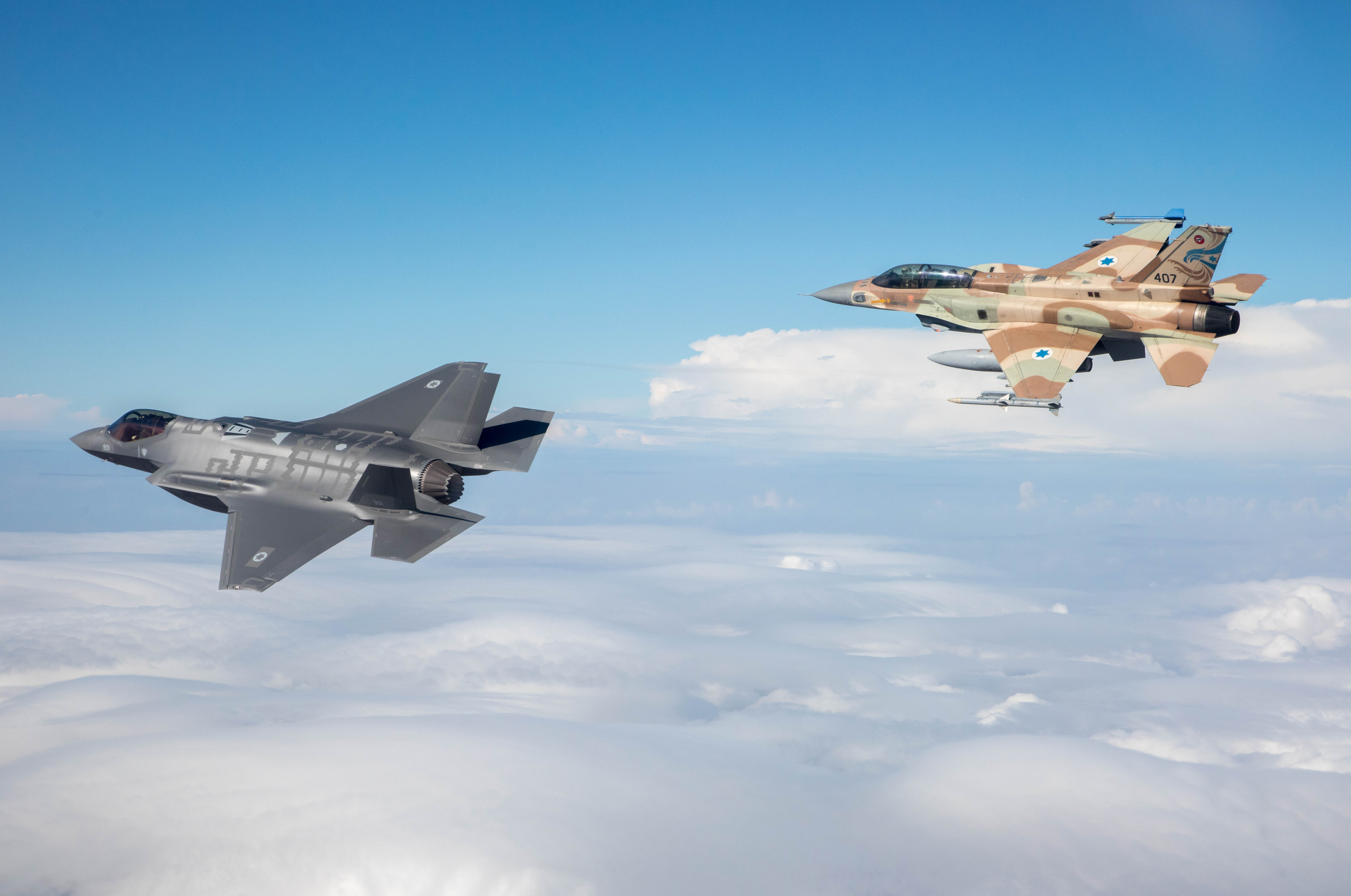
Một chiếc F-35I Adir (cùng với một máy bay F-16I của phi đội Sufa 253) trong chuyến bay đầu tiên của Không lực Israel ở Israel, tháng 12 năm 2016

### F-35A
Úc
- Không quân Hoàng gia Úc – 2 chiếc thuộc biên chế, 70 chiếc được đặt hàng, 28 chiếc được lên kế hoạch bổ sung[74][75]

 Đan Mạch
- Không quân Hoàng gia Đan Mạch – 27 chiếc đang đặt hàng[76]

 Israel
- Không quân Israel – 9 chiếc thuộc biên chế (F-35I).[77] 50 chiếc đang đặt hàng, 75 chiếc được lên kế hoạch bổ sung cho tương lai gần.[78][79]

 Ý
- Không quân Ý – 9 chiếc thuộc biến chế,  2 chiếc được đặt hàng và 17 chiếc dự kiến giao hàng vào năm 2019;[80] 60 chiếc được lên kế hoạch bổ sung.[81]

 Nhật Bản
- Lực lượng Phòng vệ Trên không Nhật Bản đặt hàng 42 chiếc, trong đó 4 chiếc chế tạo tại Fort Worth, USA (đã hoàn tất) và 38 chiếc lắp ráp tại Nagoya, Nhật Bản. Trong năm 2018, Nhật Bản đã đưa máy bay F-35A vào biên chế và đang bay thử chiếc thứ 11 (chiếc thứ 7 lắp ráp tại Nhật Bản).  Nhật đã thông qua ngân sách đặt mua thêm 20 chiếc F-35A nâng tổng cộng số máy bay đã đặt hàng lên 62 chiếc F35A.  Có tin cho rằng Nhật đang cân nhắc khả năng mua máy bay F-35B để trang bị cho lớp tàu sân bay trực thăng hiện có.
- Ngày 9 tháng 7 năm 2020 Văn phòng Bộ ngoại giao Mỹ thông báo Wasington đã đồng ý xuất khẩu sang Nhật Bản 105 chiếc F-35. Tổng trị giá hợp đồng trị giá khoảng 23,11 tỷ đô la.

 Hà Lan

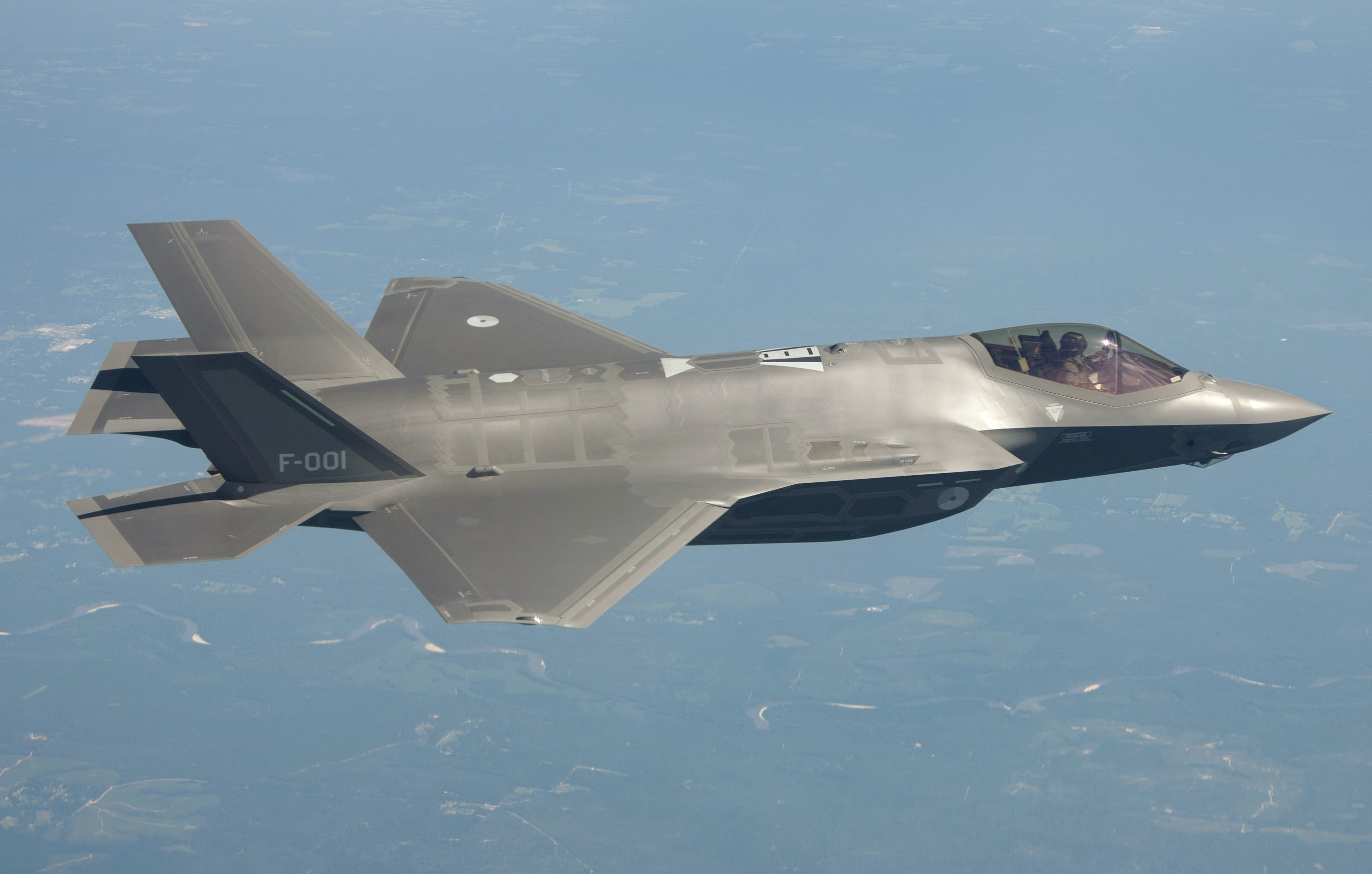
Dutch F-35A in July 2013

- Không quân Hoàng gia Hà Lan – 2 chiếc được biên chế, 8 chiếc được đặt hàng, 27 chiếc được lên kế hoạch bổ sung[82][83]

 Na Uy
- Không quân Hoàng gia Na Uy –  7 chiếc thuộc biên chế và được sử dụng để huấn luyện các phi công Na Uy ở Hoa Kỳ, 3 chiếc được giao cho Na Uy để bay thử trong nước, với 45 chiếc được lên kế hoạch bổ sung [84]

 Hàn Quốc
- Không quân Hàn Quốc – 40 chiếc thuộc biên chế và thêm 20 chiếc nữa đã được duyệt mua, nâng tổng số lên 60.[85]

 Thổ Nhĩ Kỳ
- Không quân Thổ Nhĩ Kỳ – 14 chiếc được đặt hàng, 120 chiếc đã được lên kế hoạch mua thêm[86][87][88][89][90]

 Hoa Kỳ
- Không quân Hoa Kỳ – 123 chiếc thuộc biên chế, 1,763 chiếc được lên kế hoạch bổ sung[82][91]

### F-35B
Ý

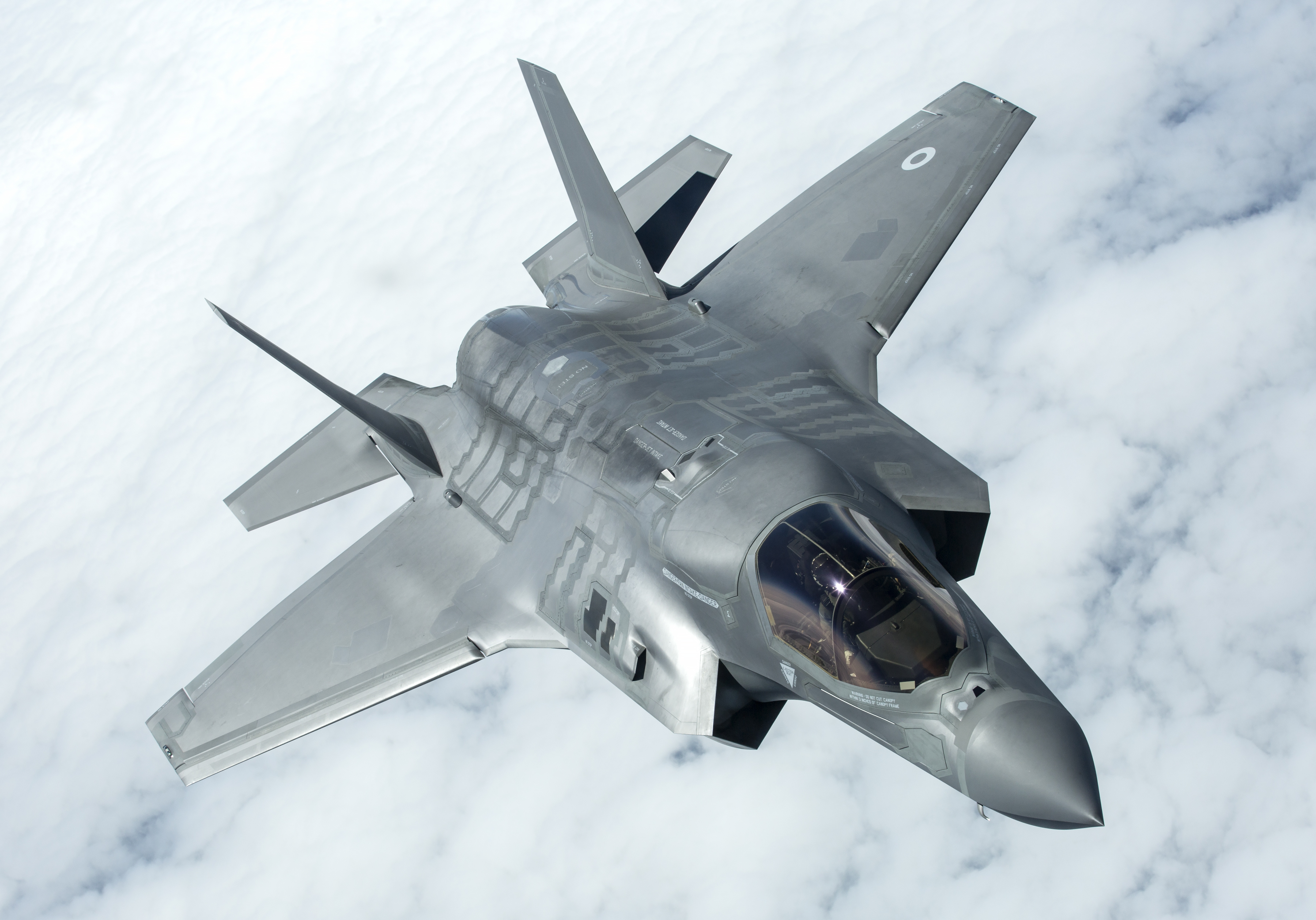
Một chiếc F-35B của Anh đang bay năm 2016

- Không quân Ý – 15 chiếc được lên kế hoạch mua thêm[82][92]
- Hải quân Ý – 15 chiếc được lên kế hoạch mua thêm[92] trong đó 1 chiếc đã giao hàng và 4 chiếc sẽ được giao vào năm 2019.[93]

 Anh Quốc
- Không quân Hoàng gia Anh / Hải quân Hoàng gia Anh -  10 chiếc thuộc biên chế; 14 chiếc được đặt hàng, với 42 chiếc (24 máy bay tiêm kích FOC và 18 máy bay huấn luyện) được bổ sung vào năm 2023 trong tổng số 138 chiếc F-35B được lên kế hoạch bổ sung

 Hoa Kỳ

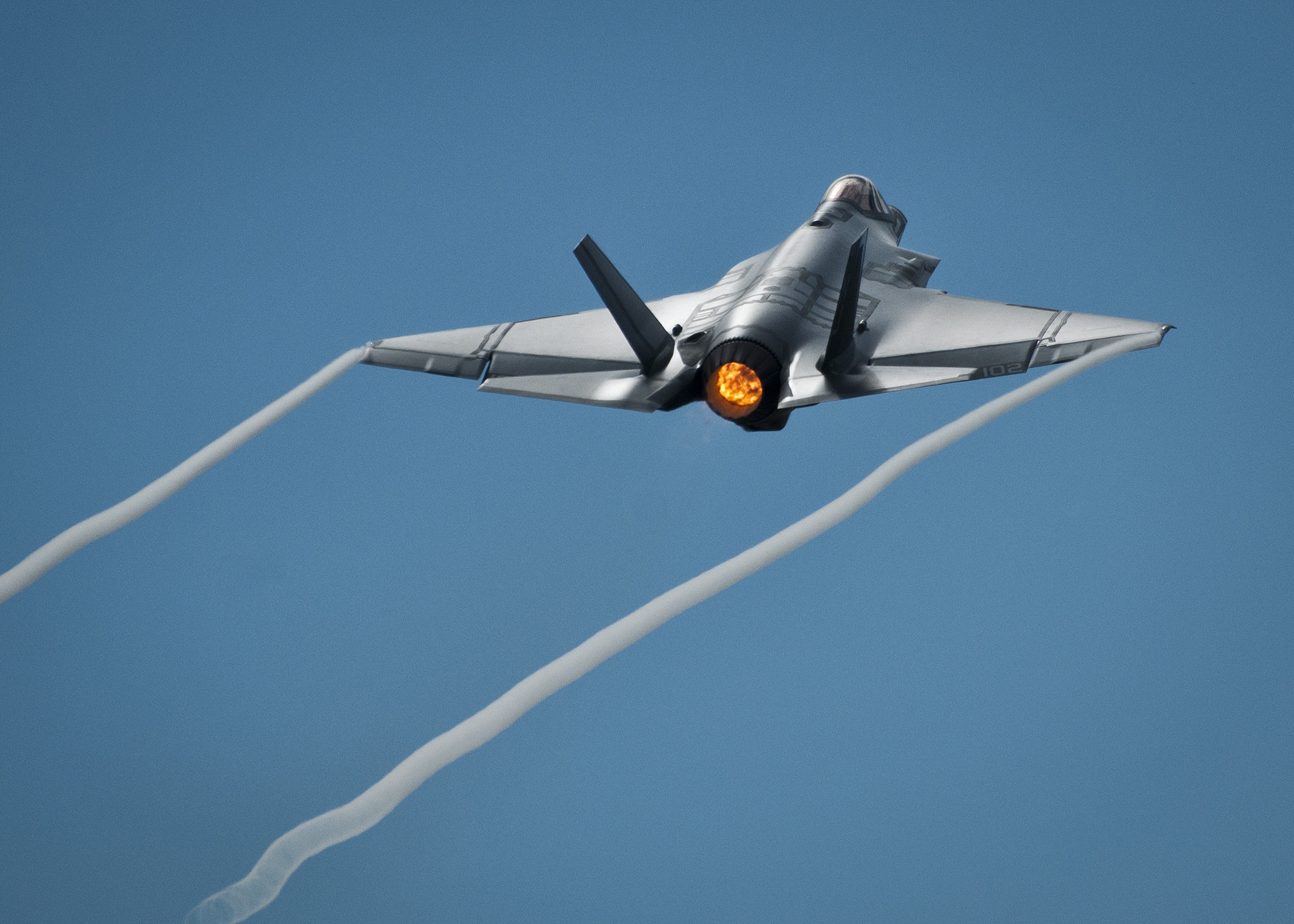
Một chiếc F-35C của Hải quân Hoa Kỳ cất cánh từ căn cứ Eglin

- Thủy quân lục chiến Hoa Kỳ – 43 chiếc thuộc biên chế, 340 chiếc được lên kế hoạch bổ sung[94][95][96]

### F-35C
Hoa Kỳ
- Thủy quân lục chiến Hoa Kỳ – 80 chiếc được lên kế hoạch bổ sung[82][91]
- Hải quân Hoa Kỳ – 26 chiếc trong biên chế, 260 chiếc được lên kế hoạch bổ sung[82][91]

## Đặc điểm kỹ thuật
Lưu ý: một số thông tin chỉ là ước lượng.

### Đặc điểm chung
- Đội bay: 01 người
- Chiều dài: 15.7 m (51.4 ft)
- Sải cánh: 11 m (35 ft)
- Chiều cao: 4.4 m (14.4 ft)
- Diện tích bề mặt cánh: 43 m² (460 sq ft)
- Trọng lượng không tải: 13,290 kg (29,300 lb)
- Trọng lượng có tải: 22,471 kg (49,540 lb)
- Trọng lượng cất cánh tối đa: 29,900 kg (65,918 lb)
- Nhiên liệu: 8,278 kg (18,250 lb)
- Động cơ:
  - Động cơ ban đầu: 01 động cơ Pratt & Whitney F135-PW-100, lực đẩy 128 kN (28.000 lbf), lực đẩy khi có đốt sau 191 kN (43.000 lbf)[98].
  - Động cơ thế hệ sau (đang phát triển): 01 động cơ General Electric/Rolls-Royce F136 có đốt sau, lực đẩy > 178 kN (40.000 lbf)
  - Động cơ nâng (STOVL): 01 hệ thống nâng Rolls-Royce kết hợp với cả hai loại động cơ F135 hay F136, lực nâng 80 kN (18.000 lbf)

### Đặc tính bay
- Tốc độ lớn nhất: 1,6 Mach, 700 knots (1,296 km/h; 806 mph)
- Tầm bay tối đa: 2,800 km (1,500 nmi; 1,700 mi)
- Bán kính chiến đấu: 1,239 km (669 nmi; 770 mi)
- Trần bay hoạt động: 15 km (50,000 ft)
- Lực G tối đa: +9.0
- Lực nâng của cánh: 526 kg/m² (107.7 lb/sq ft) với tải trọng tối đa
- Tỉ lệ lực đẩy/khối lượng: khi đầy nhiên liệu: 0.87; khi nạp 50% nhiên liệu: 1,07[98]

### Vũ khí
- 1 × Súng máy 4 nòng xoay GAU-22/A 25 mm  — được thiết kế riêng, gắn trong thân F-35A với 180 quả đạn hoặc gắn bên ngoài cánh F-35B và F-35C với 220 quả đạn.
- 4 x dàn treo vũ khí bên trong máy bay với sức chứa 5,700 lb (2,600 kg)
- 6 x dàn treo vũ khí bên bên ngoài máy bay với sức chứa 15,000 lb (6,800 kg)
- Tùy nhiệm vụ mà máy bay sẽ mang tối đa 8,200 kg bom, tên lửa hoặc vũ khí như:
  - Tên lửa không đối không:
    - AIM-9X Sidewinder
    - AIM-120 AMRAAM
    - AIM-132 ASRAAM
    - AIM-260 JATM
    - Tên lửa siêu thông minh MBDA Meteor đối phó với hệ thống pháo sáng chống tên lửa của mục tiêu

  - Tên lửa không đối đất:
    - AGM-88G AARGM-ER
    - AGM-158 JASSM
    - AGM-179 JAGM
    - Tên lửa siêu thông minh SPEAR 3 có thể tích hợp AI dẫn đường
    - Cụm tên lửa chiến thuật thông minh Stand-in Attack Weapon (SiAW) tấn công các mục tiêu mặt đất có tính cơ động cao

  - Bom:
    - Các loại bom JDAM
    - Các loại bom định hướng bằng laser trên mặt đất Paveway
    - Bom thông minh thế hệ mới:
      - AGM-154 JSOW
      - GBU-39 Small Diameter Bomb
      - GBU-53/B StormBreaker

    - Bom hạt nhân chiến thuật B61 mod 12 EPW (tấn công boong ke và các mục tiêu dưới lòng đất) có sức công phá khoảng 50.000 tấn thuốc nổ TNT. Năm 2020, một quả bomb B61-12 đã được không quân Hoa Kỳ thả thử nghiệm thành công từ một chiếc F15E Strike Eagle  ở độ cao 7,5 km[99]. Quả bom chạm đất sau 55 giây và kích nổ khi đạt độ sâu hơn 30m.

### Vũ khí năng lượng định hướng
Vũ khí năng lượng định hướng có thể gắn được trên phiên bản F-35A CTOL (cất cánh và hạ cánh thông thường), việc bỏ bớt quạt nâng thẳng đứng giúp tiết kiệm chỗ được 2,8 m³ (100 ft³) giúp bổ sung một máy phát dẫn động bằng trục mạnh đến 27.000 hp (20 MW). Một số khái niệm vũ khí mới, bao gồm vũ khí laser bán dẫn và vũ khí chùm sóng ngắn năng lượng cao, sắp được đưa ra sử dụng.

### Media
- [[::Media:F-35 compilation.ogg|X-35 flight (video)]] ([[::Image:F-35 compilation.ogg|thông tin]])
  - 
X-35 flight, video of transition to VTOL configuration, hover, take off in STOVL configuration, in-flight re-fuelling, vertical hover and landing.
- [[::Media:GAU-12U test firing.ogv|F-35 gun test (video)]] ([[::Image:GAU-12U test firing.ogv|thông tin]])
  - 
Test firing of F-35 gun.
- [[::Media:F-35_vertical_landing.ogg|X-35 vertical landing (video)]] ([[::Image:F-35_vertical_landing.ogg|thông tin]])
  - 
Vertical landing (video)
- Trục trặc khi xem? Xem hướng dẫn.